# Delta Nilului

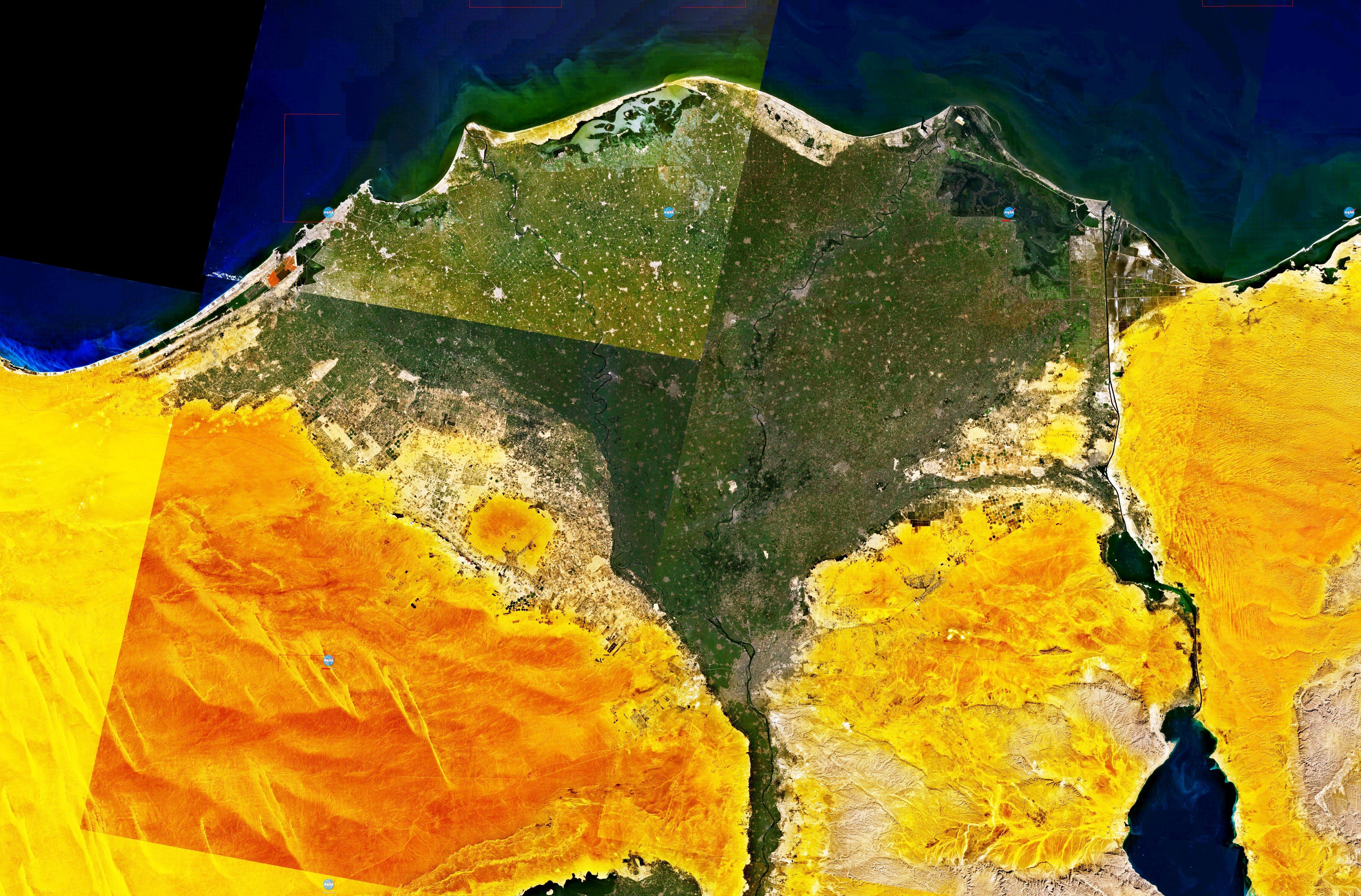
Delta Nilului văzută de pe orbita Pământului

Delta Nilului  este una dintre cele mai mari delte din lume, care se întinde de-a lungul Mării Mediterane pe o distanță de 240 km, de la Alexandria până la Port Said. Delta s-a format pe locul unui golf marin dispărut, prin umplerea treptată a acestuia cu sedimentele fluviale, și are forma unei flori de lotus.
Nilul un simbol al renașterii și vieții eterne pentru egiptenii din antichitate, a fost din timpuri imemoriale seva vieții ținutului lor. Văzute de sus, fluviul și malurile sale apar ca o lungă fâșie verde șerpuind prin deșertul arid. Această fâșie este însuși Egiptul creat de mărinimia Nilului care a făcut posibilă inflorirea uenia dintre marile civilizații ale lumii. Considerat de la cel mai indepărtat izvor, Nilul, cu 6671 km este cel mai lung fluviu din lume. Cele două izvoare gemene se află în inima Africii, Nilul Alb izvorăște de dincolo de lacul Victoria și curge spre nord.până la Khartoum, in Sudan,unde se unește cu Nilul Albastru, mai scurt dar mai năvalnic. Acolo unde cle se întâlnesc,se poate vedea confluenta dintre apele albăstrii ale Nilului Albastru și cele Imipezi.de un verde palid ale Nilului Alb, De la Khartoum, fluviul curge spre nord până la Cairo, unde se desparte in două brațe.unul care se varsă in Marea Mediterană la Damietta la 40 de mile de Port Said;altul care curge spre Rashid (pe numele vechi Rosetta). Între aceste două brațe se întinde Delta Nilului 24.000 km pătrați de pământ agricol creat de bogatele depuneri aluvionare. Delta fluviului sacru al vechilor egipteni este cea mai cunoscută și mai studiată deltă din
lume. Din punct de vedere geo-morfologic, Delta Nilului este considerată o "deltă arcuită", datorită formei sale specifice. Deoarece, în urma construirii barajului de la Asswan, delta nu mai primește aportul anual de nutrienți și sedimente, pământul câmpiilor inundabile este din ce in ce mai steril, in prezent agricultorii fiind obligați să folosească cantități mari de fertilizatori chimici. Ceea ce, evident nu duce decât la poluare și răspândirea fenomenului de eutrofizare

## Istorie

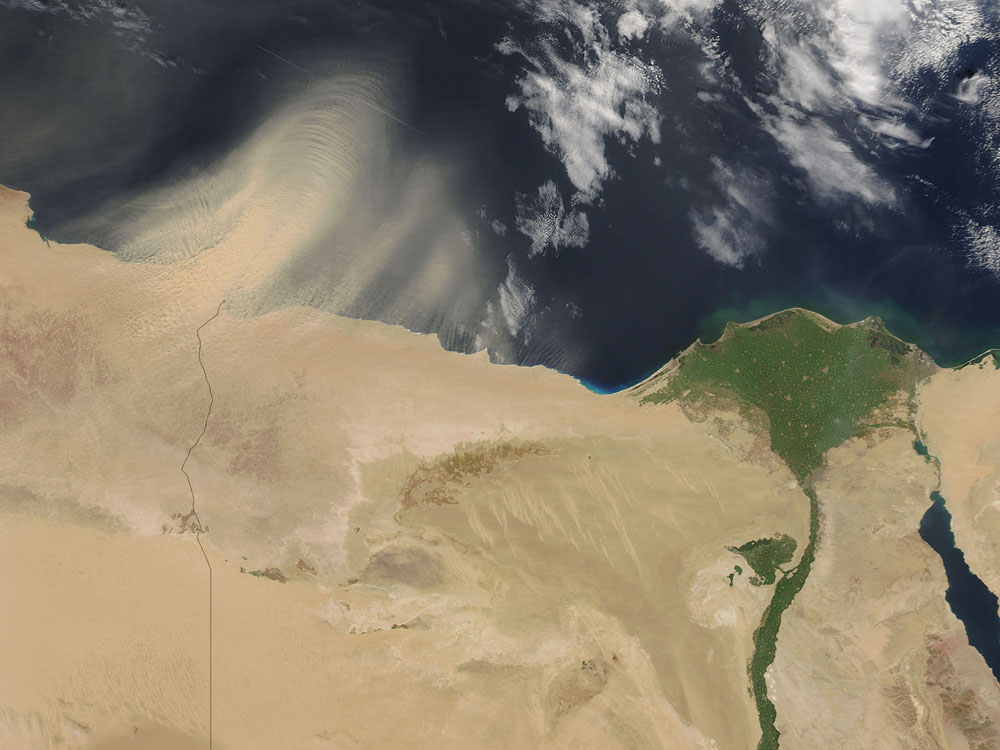
Delta Nilului și o furtună de nisip în Deșertul Libian

Cunoscută prin fertilitatea sa înaltă delta din cele mai vechi timpuri a avut un rol de neprețuit pentru bunăstarea economică a Egiptului. În afară de Cairo și Alexandria, în deltă au fost situate multe orașe antice, precum: Avaris, Sebennytos, Tanis, Sais, Pelusium, Bubastis și Kanob.

## Floră și Faună
Delta Nilului este un areal cu o mare varietatea de vietăți, aici crește nufărul de Nil si celebra trestie de papirus. Câteva sute de specii de păsări de apă iernează aici, printre care și cea mai mare concentrație de pescăruși pitici din lume. Alte specii de păsări des întâlnite sunt egretele, ibișii si stârcii. Tot aici trăiesc multe broaște țestoase, manguste și varani de Nil. În Antichitate se întâlneau și crocodili, hipopotami, elefanți, leoparzi si lei, dar, în prezent, toate aceste specii au dispărut de aici cu desăvârșire.

## Populație

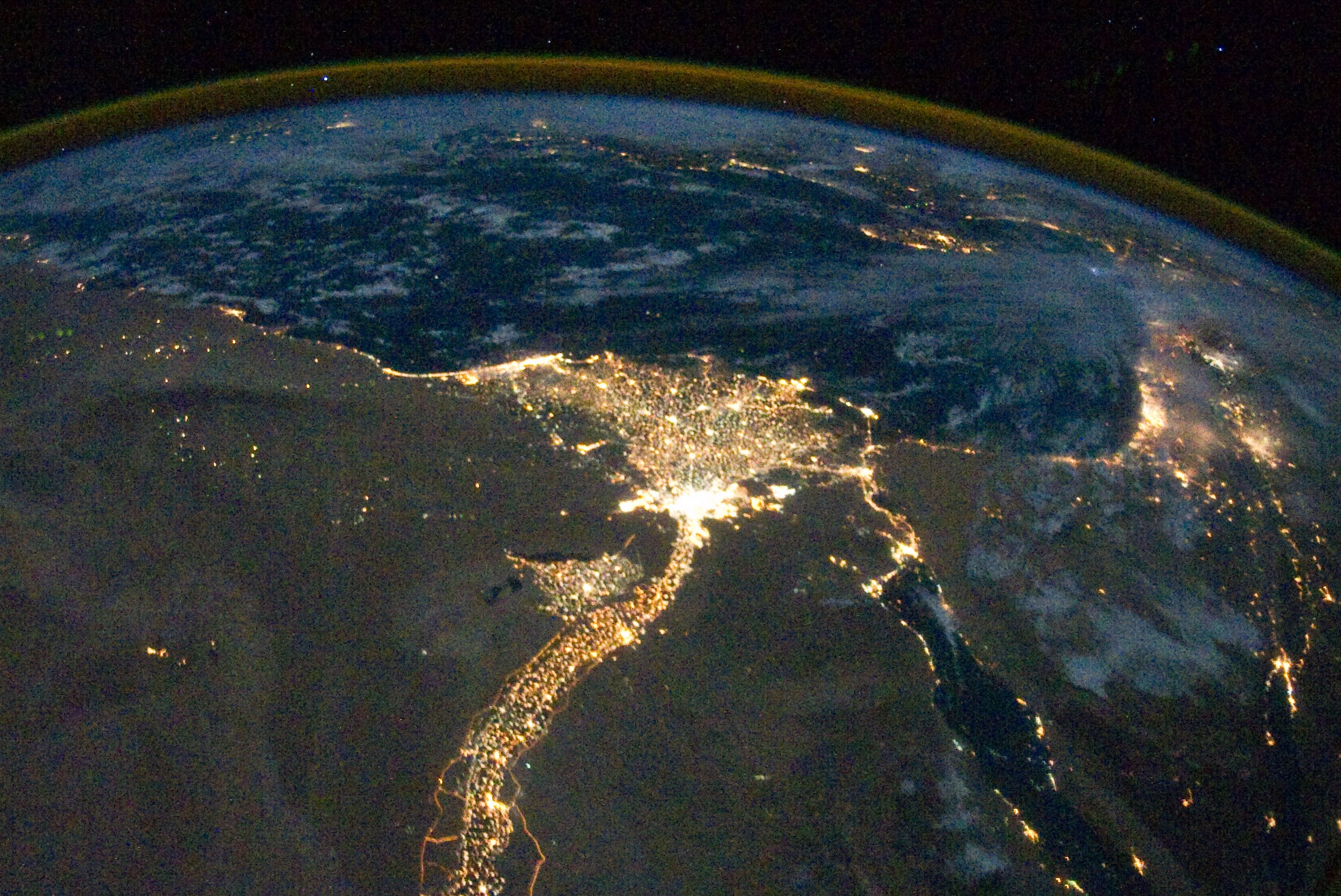
Delta Nilului noaptea, se evidențiază suprapopularea acesteia

Delta Nilului este și astăzi, la fel ca în Antichitate, grânarul Egiptului și singura speranță pentru agricultura din această țară deșertică. Din acest motiv, circa 85% din populația Egiptului, adică peste 70 de milioane de oameni, traiește în Delta Nilului. Ne incluzând marile orașe, densitatea populației, în delta Nilului depășește 1.000 de persoane pe km². Alexandria este cel mai mare oraș din deltă, are o populație de 4 milioane de locuitori. Alte orașe importante din deltă sunt: Shubra El-Kheima, Port Said, El-Mahalla El-Kubra, Mansoura, Tanta și Zagazig.

## Schimbări climatice
Mai mult de jumătate din Delta Nilului, precum și orașul Alexandria, sunt în pericol de eroziune din cauza creșterii nivelului apei mării, pe fondul încălzirii globale. Delta Nilului este în pericol de a fi înghițită de apele Mării Mediterane, care se vor înălța între 30 cm și 1 metru în acest secol. Specialiștii estimează că în anul 2550, delta străvechilor faraoni va dispărea fără urmă.